# Port lotniczy Kaben
Port lotniczy Kaben (IATA: KBT) – port lotniczy zlokalizowany na atolu Kaben (Wyspy Marshalla).